# Harvest Moon DS Cute
Harvest Moon DS Cute (Bokujou Monogatari Korobokkuru Sutēshon for Gaaru?) es un videojuego de simulación de una granja publicado y desarrollado por Marvelous Interactive Inc. en Japón y liberado por Natsume en América del Norte para la Nintendo DS. 

## Descripción
Harvest Moon DS Cute es el mismo juego que Harvest Moon DS, pero en vez de jugar con un personaje masculino, la protagonista es un personaje femenino. 
Los focos de Harvest Moon DS es, crear una granja sucesora que venda cultivos, que críe y venda de los productos de diversos animales, y criar una familia.

## Diferencias de la versión de chicos
Si bien la mayor diferencia entre los dos videojuegos es el género del jugador, también hay unos pequeños cambios en la versión para chicas. El jugador podrá elegir entre dos personajes: La rubia Clarie de Harvest Moon for Girls y Harvest Moon: More Friends of Mineral Town o la morena con coleta Pony de Another Wonderful Life. A diferencia de la otra versión, es posible cambiar el color de la ropa del personaje. Los dos personajes tienen 18 trajes. El personaje está determinado por las preguntas formuladas al comienzo del juego, al igual que en la serie Animal Crossing. Sin embargo, las primeras dos preguntas no cuentan, sólo la tercera determinará tu aspecto. Los jugadores pueden elegir la apariencia de su casa, seleccionando uno de seis papeles de pared y suelos. A su vez puedes comprar nueva ropa y papeles de pared por el teléfono. En este juego existe la opción de tener un niño o una niña (al azar).
También hay dos candidatos al matrimonio mas : Skye y Cliff

## Maridos
Al principio del juego, hay siete maridos disponibles:
- Carter - Una persona seria que trabaja en la excavación. Él puede parecer duro y hostil al principio, pero se vuelve entrañable con el tiempo. Él es muy serio su trabajo y no le gusta la comida de Flora.
- Griffin - Un camarero que es propietario y trabaja en el bar local que perteneció a sus abuelos, con un carácter cálido, cuidadoso y suave. Le gusta tocar la guitarra como un pasatiempo. Le encanta el guiso de pescado.
- Gustafa - Un espíritu libre que disfruta siendo músico y respeta la naturaleza. Él no es el tipo de persona que se limite, y a menudo viaja alrededor. Él puede ser saliente y ve lo mejor de las cosas en la vida. Le gustan las plantas silvestres.
- Marlin - Un tranquilo, apuesto, individual que no se abre a muchas personas. Marlin se prefiere guardar para sí mismo y no le gustan mucho las conversaciones. Él trabaja para su hermana Vesta en la granja.
- Rock - Confiado y guapo, no ayuda en ninguna parte con los trabajos. Con un estilo un poco atrasado y perezoso de personalidad, a algunas personas les resulta difícil tomárselo en serio. Le gusta realmente todo, pero sobre todo el queso.
- Kai - Despreocupado y fresco, Kai establece tienda todos los veranos en la playa, venta de snacks y alimentos de la ciudad. Considerado a veces inconsiderado con personas mayores.
- Skye - Una especial adición para el juego, Skye es un ladrón con el pelo de color plata que sólo aparece en la noche de los días soleados. Siente que su destino en la vida es hacer curry. A diferencia de los demás solteros, Skye tiene 5 eventos de corazón, además de un evento adicional de declaración. Le encanta sobre todo los platos de curry refinado, pero odia los fideos al curry. Él aparece por primera vez en la mansión de Romana. Después del evento vendrá al valle de la ciudad en 10 ó 11 de la noche. Se procederá a la Diosa de cosecha en primavera. Le gusta el pescado cocinado pero odia las flores.
- Cliff - Un chico reservado y vergonzoso.Cliff viene de vacaciones a la isla desde Ciudad Mineral. Pasa todo el tiempo visitando y admirando los diferentes lugares. Está casado con Ann, pero ella no le acompaña en su pequeña miniaventura. Estará en la isla durante una estación y volverá dos estaciones más tarde.Él se aloja en el hostal que está al lado del Bar Azul suele estar en la cocina . La comida que más le gusta es el curry supremo . Su cumpleaños es el 6 de verano . Vendrá quando hayas alcanzado el año 6.

## Rivales
- Carter - Tu rival es Flora
- Rock - Tu rival es Lumina
- Kai - Tu rival es Popouri
- Marlin - Tu rival es Celia
- Giffin - Tu rival es Muffy
- Gustafa - Tu rival es Nami
- Darly - Tu rival es Leia
- Skye - No tienes rival

## Mejor Amiga
Otra nueva adición es el sistema de Mejor Amiga. Las esposas especiales de Harvest Moon DS (La Diosa de cosecha, la Princesa Bruja, Leia la sirena, y Keria) pueden convertirse en la mejor amiga del personaje, siga los mismos pasos que si iban a casarse en Harvest Moon DS . Primero, tendrás que presenciar diversos eventos y finalmente el de Mejor Amiga. En lugar de una ceremonia matrimonial, los dos se reunirán en la playa en una ceremonia Mejor Amiga. Después la chica se desplaza a su granja; más tarde, su mejor amigo le llevará un control aleatorio que cualquier niño de los 5 solteros podría tener. Si usted tiene una pulsera del amor, puede ver los puntos de amor de las chicas, pero no tienen corazones de colores como el ordinario de solteros. El mejor amigo de función no está para ser incluido en la versión americana de Harvest Moon DS Cute. Cuando se le preguntó, Natsume reclamaciones no tienen ninguna información oficial sobre la conveniencia o no los mejores amigos del sistema se mantiene en el juego, a pesar de su publicación y de ser interrogado el 25 de marzo de 2008, fecha en que el admitir el juego fue puesto en libertad a los minoristas. Como algunos de estos eventos pueden suponer las horas de trabajo para alcanzar y desde Natsume se niega a comentar sobre si el sistema está todavía en el juego que tiene el potencial de los residuos horas a horas de un jugador del momento en que desbloquear todos los eventos sólo tienen a su final proposición ignorado.